# Gossypium trifurcatum
Gossypium trifurcatum là một loài thực vật có hoa trong họ Cẩm quỳ. Loài này được Vollesen mô tả khoa học đầu tiên năm 1987.